# Eleanor Kish
Pour les articles homonymes, voir Kish.
Eleanor Kish, née le 17 mars 1924 et morte le 12 octobre 2014, également connue sous le nom d'Ely Kish, est une artiste américano-canadienne, surtout connue pour son paléoart représentant des dinosaures et d'autres formes de vie préhistoriques.

## Biographie
Eleanor Kish est née à Newark, dans le New Jersey le 17 mars 1924,. Elle est la fille du peintre, acteur et décorateur Eugene Kiss et de Teresa Bittman,. Kish a six frères et sœurs, dont un frère nommé Eugene. Elle change son nom de famille de Kiss en Kish en 1973.
Kish est diplômée de l'école professionnelle du pays d'Essex en art productif en 1942. Pendant la Seconde Guerre mondiale, Kish, alors âgée de 18 ans, commence à travailler pour le Pennsylvania Railroad en tant que mécanicienne puis charpentière. Alors qu'elle exerce ce métier, elle est un jour témoin d'un accident et en fait un croquis pour la compagnie d'assurance. Impressionnée par la qualité de son travail, la compagnie d'assurance l'embauche comme artiste et elle est envoyée en voyage à travers le New Jersey, la Pennsylvanie et New York pour enregistrer les détails des accidents.
Après la guerre, Kish commence à travailler comme illustratrice et artiste indépendante à plein temps et voyage pour divers emplois. De la fin des années 1940 au début des années 1950, elle fréquente diverses écoles d’art. Pendant un certain temps, elle étudie les beaux-arts auprès des peintres Ejnar Hansen (en) et Julian Ritter (en) en Californie,. Son travail l’amène finalement au Canada et en 1960, elle devient citoyenne canadienne. Kish reçoit une attention considérable au Canada pour son art animalier. Au début de sa carrière, ses œuvres sont exposées dans un musée au Mexique et au Cleveland Museum of Art.

## Paléoart
La carrière de Kish dans le paléoart commence en 1974, lorsqu'elle est approchée par le paléontologue Dale Russell pour produire des illustrations pour un spectacle de projection de diapositives sur les dinosaures destiné aux enfants. Russell a pris connaissance de son travail grâce à une grande fresque murale que Kish avait peinte au Musée canadien de la nature. Il est tellement impressionné par son travail qu'il charge également Kish d'illustrer ses livres. En plus de Russell, un autre expert éminent avec lequel Kish travaille, est le paléobotaniste David Jarzen. Kish a acquis une plus grande notoriété grâce à ses illustrations utilisées pour les deux livres de Russell A Vanished World : The Dinosaurs of Western Canada (1981) et An Odyssey in Time : The Dinosaurs of North America (1989), deux livres qui furent plus tard considérés comme des « chefs-d'œuvre ». Kish reste l’une des rares femmes paléoartistes de premier plan,.
Au début des années 1990, la Smithsonian Institution lui demande de peindre une grande fresque murale représentant la vie aquatique disparue, intitulée Life in the Ancient Seas (« La vie dans les mers anciennes »). Le projet dure deux ans et Kish considère qu'elle a « fait sa carrière », lui rapportant suffisamment d'argent pour financer son propre studio. Kish est l'une des plus grandes paléoartistes des années 1970 à 1990 et, à l'occasion de la renaissance des dinosaures, elle est l'une des artistes qui produisirent des œuvres illustrant l'idée alors nouvelle des dinosaures en tant qu'animaux agiles et rapides, devenant l'une des artistes les plus importantes dans l'introduction de ces nouvelles conceptions des dinosaures auprès de nouveaux publics. Kish est l'une des rares paléoartistes qui, en plus de restaurer la vie préhistorique, utilise également les dinosaures dans l'art pour commenter des problèmes contemporains, notamment en les utilisant comme outils pour dramatiser la menace du changement climatique contemporain. Kish est active à une époque où le changement climatique commence tout juste à être médiatisé ; beaucoup de ses peintures montrent des dinosaures dans des climats extrêmes, et elle peint plusieurs scènes illustrant l'événement d'extinction du Crétacé-Paléogène.
Tout en peignant des animaux préhistoriques, Kish a accès à des os fossiles et elle consulte fréquemment des paléontologues, souvent plusieurs chercheurs différents pour une seule peinture ou fresque. Elle réalise des modèles avant de peindre afin d'obtenir les bonnes proportions et les ombres. Elle s'inscrit ainsi dans l'approche anatomique rigoureuse du paléoart, de plus en plus répandue à l'époque. Pour l'apparence de la vie, elle s'inspire souvent des animaux modernes. Avant de peindre l'une de ses peintures murales représentant une vie aquatique disparue, elle étudie par exemple des poissons et des baleines vivants. Récemment, plusieurs dinosaures de Kish sont évalués comme étant « rétrécis », c'est-à-dire possédant une quantité irréaliste de tissus mous. Cette approche de la reconstruction des dinosaures n'est pas rare à l'époque de Kish et se retrouve également dans les œuvres de plusieurs autres artistes. Kish accorde beaucoup d'attention à la coloration des animaux qu'elle représente et prend en compte leurs rôles et niches écologiques lorsqu'elle décide comment les peindre. Un Hypacrosaurus peint par Kish en 1974 est l’une des premières restaurations vivantes d’un dinosaure à incorporer une palette de couleurs complexe.

## Vie privée
Elle meurt le 12 octobre 2014, à l'âge de 90 ans. À sa propre demande, aucune cérémonie funéraire n’a eu lieu.

## Héritage
Les représentations de Kish sur la vie préhistorique ont fait d'elle une artiste de renommée mondiale. Ses peintures murales décorent encore plusieurs musées. La plupart de ses œuvres ne sont plus exposées au public, bien qu'elles restent dans les collections des musées.